# Orthosia suffusa
Orthosia suffusa là một loài bướm đêm trong họ Noctuidae.